# Njombe
Njombe  este un oraș  în  partea de sud a Tanzaniei, în Regiunea Iringa. La recensământul din 2002 înregistra 34.630 locuitori.